# Aloyse Meyer
Aloyse Meyer (Clervaux, 31 d'octubre de 1883 - Clervaux, 3 de maig de 1952) va ser un enginyer i empresari a la indústria siderúrgica luxemburguès.
Va estudiar enginyeria a la universitat d'Aquisgrà, i el 1903 va ser contractat per l'oficina municipal d'obres de Dudelange. Uns mesos més tard començar treballant com a enginyer adjunt a la foneria també de Dudelange, el 1906 va ser cap de servei i el 1912 en va ser nomenat director. El 1918, va ser nomenat a la seu de la companyia siderúrgica Arbed com a director tècnic, i en va esdevenir el director general l'any 1920.
Aloyse Meyer va ser nomenat cap de la cambra de comerç el 1925, i el 1928 després de la mort d'Émile Mayrisch, va passar a ocupar el càrrec de president de l'Entente Internationale de l'Acier (EIA). Sota l'ocupació alemanya de Luxemburg a la Segona Guerra Mundial, es va mantenir com a director d'Arbed. Just abans que les tropes dels Estats Units alliberaran Luxemburg al setembre de 1944, Meyer va ser arrestat per la Gestapo, actuant per ordres de Berlín, i portat a una presó a Wittlich a l'oest d'Alemanya, junt amb el seu fill Frank, i el cap de l'associació de comerç d'acer «Columeta», Michel Goedert. Van ser alliberats més tard de la presó, però es van mantenir a Alemanya sota la vigilància de la Gestapo fins al final de la guerra, i no van poder tornar a Luxemburg fins a abril de 1945. Més tard es va saber que havia dirigit grans quantitats dels seus propis diners cap a la resistència belga i organitzacions benèfiques belgues des de 1942.
Després de la guerra, es va reincorporar a Arbed, com a president de la junta directiva per l'abril de 1947. Aloyse Meyer es va casar amb Eugenia Heintz, descendent del fundador de la fàbrica de cigarrets Heintz van Landewyck. Després de la mort del seu sogre va esdevenir president de la junta d'aquesta empresa, càrrec que va ocupar fins a la seva mort el 1952.

## Honors
- Gran Oficial de l'Orde de la Corona de Roure
- Gran Oficial de l'Orde d'Adolf de Nassau
- Gran Oficial de la Legió d'Honor
- Gran Oficial de l'Orde de la Corona (Bèlgica)
- Gran Oficial de l'Orde d'Orange-Nassau[3]